# Balintang
Balintang, englisch Balintang Island, ist eine kleine Insel im Norden der Philippinen im Balintang-Channel des Südchinesischen Meers zwischen den Inseln Taiwan im Norden und Luzon im Süden. Sie liegt in der Region Cagayan Valley und gehört zur Provinz Batanes.

## Inselgruppe Balintang
Zusammen mit etwa sechs deutlich kleineren Felsinseln im Osten und Südosten bildet Balintang die unbewohnte Gruppe der Balintang-Inseln.